# Шишков, Павел Александрович
Шишков Павел Александрович (1887, Санкт-Петербург — 1958, Ричмонд, Великобритания) — русский инженер, кораблестроитель, авиаконструктор, морской летчик, автор проекта одного из первых авианесущих кораблей.

## Биография
Павел Александрович Шишков родился в Петербурге в дворянской семье в 1887 году. Отец Александр Шишков — военный врач, действительный статский советник, служил в Москве в штабе Гренадерского корпуса. Мать происходила из старинной дворянской семьи Шатиловых и Герарди. Семья Шишковых была хорошо знакома с А. П. Чеховым и по семейному преданию мать Павла с сестрами послужили прототипами при написании Антоном Павловичем пьесы «Три сестры».
Павел Шишков после окончания гимназии с 1906 года учился на электромеханическом отделении Петербургского политехнического института в качестве постороннего слушателя. с 1907 года стал студентом кораблестроительного отделения ППИ. Одновременно окончил курсы авиации и воздухоплаванья при ППИ, на которых обучался с 1910 года (с момента открытия). Одна из студенческих работ Павла Шишкова была представлена «на Высочайшее его императорского величества обозрение и удостоилась всемилостивейшего одобрения». В 1913 году Павел Александрович защитил дипломные проекты на кораблестроительном отделении и на курсах воздухоплаванья и авиации Петербургского политехнического института и был удостоен звания морского инженера и инженера-воздухоплавателя. Дипломная работа П. А. Шишкова была опубликована в России и за рубежом.
С 1913 года П. А. Шишков работал техником по авиационной части в службе связи Балтийского моря, сменив на этом посту И. И. Сикорского, где занимался организацией испытаний поступивших на Балтику гидросамолётов, их эксплуатацией и ремонтом. С сентября 1913 года Шишков находился в Либаве, фактически исполняя обязанности Главного инженера Балтийского флота.
К началу 1914 года инженер Шишков разработал проект лёгкого крейсера со скоростью хода 30 узлов, имеющего на борту 4 гидросамолёта. Предполагалось, что самолёты будут подниматься из трюма и выдвигаться за борт на специальной стреле, удерживаясь электромагнитом. После выхода мотора на режим максимальной мощности лётчик отключал электромагнит и осуществлял взлёт. Этой же стрелой предполагалось поднимать самолёт после приводнения.
С началом Первой мировой войны Шишков занимался приёмкой гидросамолётов в Ревеле на Третьей авиационной станции, затем работал в Отделе авиации и воздухоплаванья Главного управления кораблестроения. В 1915—1916 годах преподавал на Теоретических авиационных курсах им. В. В. Захарова при Петроградском политехническом институте. В 1916 году П. А. Шишков был назначен Главным конструктором бюро Авиационной испытательной станции Морского ведомства (АИС). Под руководством Шишкова были реализованы два проекта: 1. поплавковый разведчик АИС с размахом крыльев 10,84 м оснащенный двигателем «Санбим» мощностью 150 л. с., максимальная скорость — 150 км/ч. 2. Морской торпедоносец АИСТ — двухпоплавковый гидросамолёт с двигателем «Клерже» мощностью 130 л. с. Для уменьшения рассеивания торпед при сбрасывании Шишковым был спроектирован специальный механизм раскрутки торпеды в воздухе с отбором мощности от двигателя через редуктор и муфты. Самолёт был построен летом 1917 года, но запустить его в серию не удалось из-за революции.
В 1918 году (по другим сведеньям — в 1923 году) Павел Александрович Шишков эмигрировал в Англию, где продолжил заниматься изобретательством. Получил несколько десятков патентов. Умер в возрасте 71 года в 1958 году в Ричмонде. Похоронен East Sheen and Richmond Cemeteries, Ричмонд, Большой Лондон, Англия. Участок: BB 44